# Retablo de la Pasión

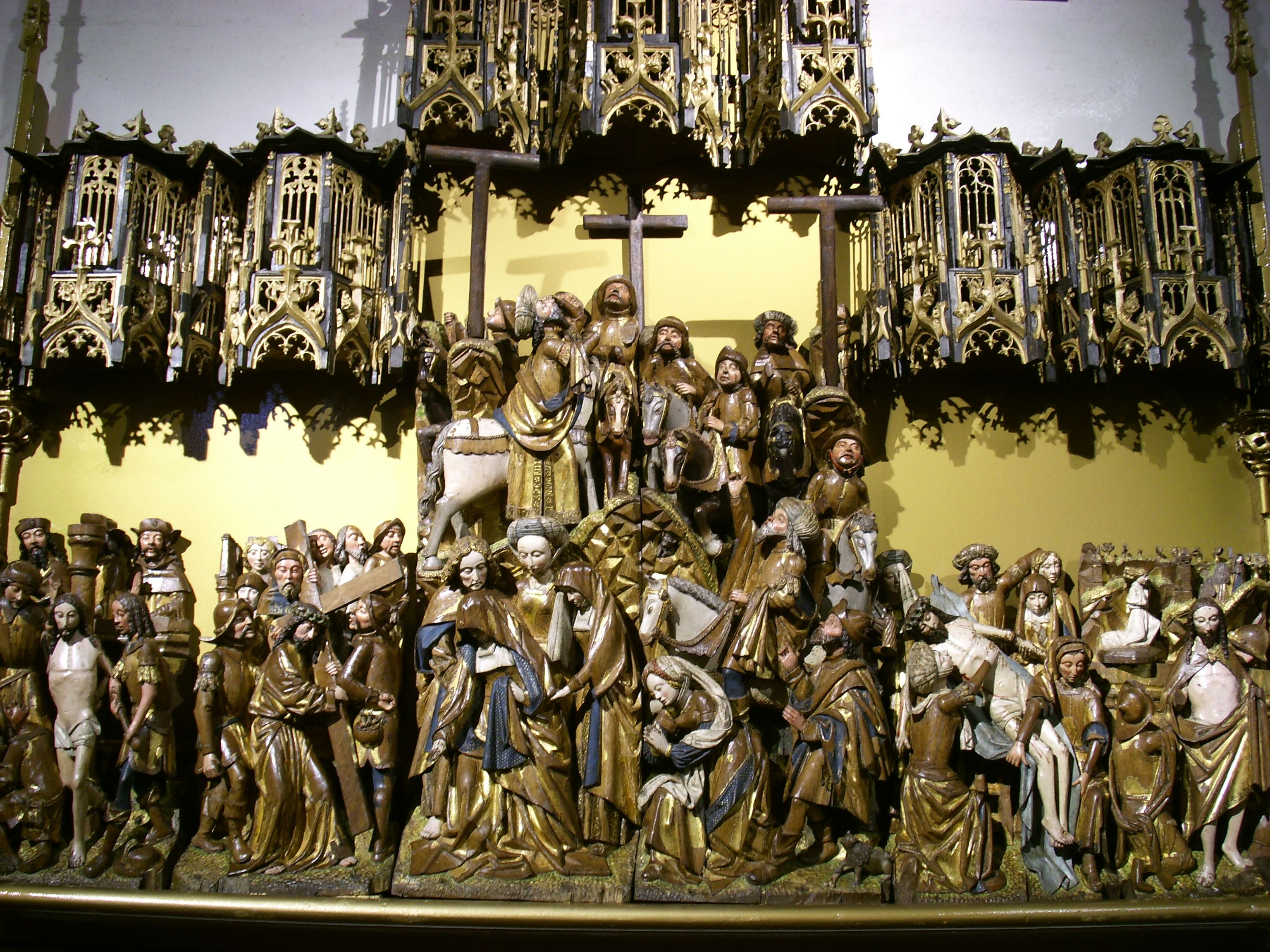
Retablo de la Pasión.

El Retablo de la Pasión es un relieve de arte flamenco, compuesto por cinco escenas: Flagelación, Camino del Calvario, Crucifixión, Descendimiento y Resurrección.
Son escenas talladas en relieves de densa composición con decidida vocación por lo narrativo y anecdótico.
Cada escena protegida por dosel de rica traceria, -renovados en parte como el resto de la estructura arquitectónica en el (2008)-, la central más alta y ancha por el formato del relieve en perfil de "T" invertida.
Se hace uso de detalles frecuentes en la producción retablistica de los antiguos Países Bajos, de donde procede, como pueden ser la inclusión de la bolsa de clavos, mofa de los soldados (sacar la lengua o pisar por detrás el vestido),la composición de la Crucifixión con abundancia de personajes, muchos de ellos sobre cabalgaduras, el perro ladrando y el desvanecimiento de María en primer plano.